# Liste des dirigeants actuels des États
La liste des dirigeants actuels des États répertorie les chefs d’État et de gouvernement (ainsi que, le cas échéant, des dirigeants de facto ou des Premiers ministres n’ayant pas le statut de chef de gouvernement) des 197 États reconnus par l'ONU : les 193 États membres de l’ONU, le Vatican et la Palestine (observateurs non membres à l’ONU) ainsi que Niue et les Îles Cook.
Diverses entités s’y ajoutent :
- l’Autorité palestinienne, qui gouverne une partie des territoires palestiniens, territoires qui ne sont pas érigés en État[pas clair] ;
- la République arabe sahraouie démocratique, qui a des relations diplomatiques désormais avec 33 États souverains malgré le fait qu'elle ne contrôle aucune partie de ce Sahara même sous contrôle de la Minurso, la population déplacée est confinée à Tindouf, ville algérienne [pas clair] ;
- Taïwan ;
- le Kosovo, reconnu par plusieurs dizaines d'États, mais dont l'indépendance n'est notamment pas reconnue par la Serbie pays avec lequel il a fait sécession
- six entités indépendantes de facto mais généralement non reconnues : l’Abkhazie, Chypre du Nord, l’Ossétie du Sud, le Somaliland et la Transnistrie ;
- sept gouvernements (ou structures dirigeantes) en exil ou alternatifs[Note 2].

Les dirigeants des territoires à souveraineté spéciale sont répertoriés dans la liste des dirigeants des dépendances et territoires à souveraineté spéciale.

## États reconnus par l'ONU
| Pays                             | Statut                                                                                    | Nom                                                        | Depuis (le)        |
| -------------------------------- | ----------------------------------------------------------------------------------------- | ---------------------------------------------------------- | ------------------ |
| Afghanistan                      | Commandeur des croyants                                                                   | Haibatullah Akhundzada                                     | 15 août 2021       |
| Afghanistan                      | Premier ministre                                                                          | Mohammad Hassan Akhund                                     | 7 septembre 2021   |
| Afrique du Sud                   | Président de la République                                                                | Cyril Ramaphosa                                            | 14 février 2018    |
| Albanie                          | Président de la République                                                                | Bajram Begaj                                               | 24 juillet 2022    |
| Albanie                          | Premier ministre                                                                          | Edi Rama                                                   | 15 septembre 2013  |
| Algérie                          | Président de la République                                                                | Abdelmadjid Tebboune                                       | 19 décembre 2019   |
| Algérie                          | Premier ministre                                                                          | Nadir Larbaoui                                             | 11 novembre 2023   |
| Allemagne                        | Président fédéral                                                                         | Frank-Walter Steinmeier                                    | 19 mars 2017       |
| Allemagne                        | Chancelier fédéral                                                                        | Friedrich Merz                                             | 6 mai 2025         |
| Andorre                          | Coprince français                                                                         | Emmanuel Macron                                            | 14 mai 2017        |
| Andorre                          | Coprince épiscopal                                                                        | Josep-Lluís Serrano Pentinat                               | 31 mai 2025        |
| Andorre                          | Chef du gouvernement                                                                      | Xavier Espot Zamora                                        | 16 mai 2019        |
| Angola                           | Président de la République                                                                | João Lourenço                                              | 26 septembre 2017  |
| Antigua-et-Barbuda               | Roi                                                                                       | Charles III                                                | 8 septembre 2022   |
| Antigua-et-Barbuda               | Gouverneur général                                                                        | Rodney Williams                                            | 14 août 2014       |
| Antigua-et-Barbuda               | Premier ministre                                                                          | Gaston Browne                                              | 13 juin 2014       |
| Arabie saoudite                  | Roi                                                                                       | Salmane ben Abdelaziz Al Saoud                             | 23 janvier 2015    |
| Arabie saoudite                  | Premier ministre                                                                          | Mohammed ben Salmane                                       | 27 septembre 2022  |
| Argentine                        | Président de la Nation                                                                    | Javier Milei                                               | 10 décembre 2023   |
| Argentine                        | Chef de cabinet                                                                           | Guillermo Francos                                          | 27 mai 2024        |
| Arménie                          | Président de la République                                                                | Vahagn Khatchatourian                                      | 13 mars 2022       |
| Arménie                          | Premier ministre                                                                          | Nikol Pachinian                                            | 8 mai 2018         |
| Australie                        | Roi                                                                                       | Charles III                                                | 8 septembre 2022   |
| Australie                        | Gouverneur général                                                                        | Sam Mostyn                                                 | 1er juillet 2024   |
| Australie                        | Premier ministre                                                                          | Anthony Albanese                                           | 23 mai 2022        |
| Autriche                         | Président fédéral                                                                         | Alexander Van der Bellen                                   | 26 janvier 2017    |
| Autriche                         | Chancelier                                                                                | Christian Stocker                                          | 3 mars 2025        |
| Azerbaïdjan                      | Président                                                                                 | İlham Aliev                                                | 15 octobre 2003    |
| Azerbaïdjan                      | Premier ministre                                                                          | Ali Asadov                                                 | 8 octobre 2019     |
| Bahamas                          | Roi                                                                                       | Charles III                                                | 8 septembre 2022   |
| Bahamas                          | Gouverneure générale                                                                      | Cynthia A. Pratt                                           | 1er septembre 2023 |
| Bahamas                          | Premier ministre                                                                          | Philip Davis                                               | 17 septembre 2021  |
| Bahreïn                          | Roi                                                                                       | Hamed ben Issa Al Khalifa                                  | 6 mars 1999        |
| Bahreïn                          | Premier ministre                                                                          | Salman ben Hamad Al Khalifa                                | 11 novembre 2020   |
| Bangladesh                       | Président de la République                                                                | Mohammad Shahabuddin                                       | 24 avril 2023      |
| Bangladesh                       | Conseiller principal du Bangladesh (intérim)                                              | Muhammad Yunus                                             | 8 août 2024        |
| Barbade                          | Présidente                                                                                | Sandra Mason                                               | 30 novembre 2021   |
| Barbade                          | Première ministre                                                                         | Mia Mottley                                                | 25 mai 2018        |
| Belgique                         | Roi                                                                                       | Philippe                                                   | 21 juillet 2013    |
| Belgique                         | Premier ministre                                                                          | Bart De Wever                                              | 3 février 2025     |
| Belize                           | Roi                                                                                       | Charles III                                                | 8 septembre 2022   |
| Belize                           | Gouverneure générale                                                                      | Froyla Tzalam                                              | 27 mai 2021        |
| Belize                           | Premier ministre                                                                          | Johnny Briceño                                             | 12 novembre 2020   |
| Bénin                            | Président de la République                                                                | Patrice Talon                                              | 6 avril 2016       |
| Bhoutan                          | Roi                                                                                       | Jigme Khesar Wangchuck                                     | 14 décembre 2006   |
| Bhoutan                          | Premier ministre                                                                          | Tshering Tobgay                                            | 28 janvier 2024    |
| Biélorussie                      | Président                                                                                 | Alexandre Loukachenko                                      | 20 juillet 1994    |
| Biélorussie                      | Premier ministre                                                                          | Alexandre Tourchine                                        | 10 mars 2025       |
| Birmanie                         | Président de la République                                                                | Min Aung Hlaing (intérim)                                  | 22 juillet 2024    |
| Birmanie                         | Premier ministre                                                                          | Nyo Saw                                                    | 31 juillet 2025    |
| Birmanie                         | Président de la Comission nationale de sécurité et de paix                                | Min Aung Hlaing                                            | 2 février 2021     |
| Bolivie                          | Président de l'État                                                                       | Luis Arce                                                  | 8 novembre 2020    |
| Bosnie-Herzégovine               | Présidente du collège présidentiel                                                        | Željka Cvijanović                                          | 16 novembre 2022   |
| Bosnie-Herzégovine               | Présidente du Conseil                                                                     | Borjana Krišto                                             | 25 janvier 2023    |
| Bosnie-Herzégovine               | Haut représentant international                                                           | Christian Schmidt (Allemagne)                              | 1er août 2021      |
| Botswana                         | Président de la République                                                                | Duma Boko                                                  | 1er novembre 2024  |
| Brésil                           | Président de la République                                                                | Luiz Inácio Lula da Silva                                  | 1er janvier 2023   |
| Brunei                           | Sultan                                                                                    | Hassanal Bolkiah                                           | 4 octobre 1967     |
| Brunei                           | Premier ministre                                                                          | Hassanal Bolkiah                                           | 1er janvier 1984   |
| Bulgarie                         | Président de la République                                                                | Roumen Radev                                               | 22 janvier 2017    |
| Bulgarie                         | Premier ministre                                                                          | Rossen Jeliazkov                                           | 16 janvier 2025    |
| Burkina Faso                     | Président de la transition                                                                | Ibrahim Traoré                                             | 30 septembre 2022  |
| Burkina Faso                     | Premier ministre                                                                          | Jean Emmanuel Ouédraogo                                    | 7 décembre 2024    |
| Burundi                          | Président de la République                                                                | Évariste Ndayishimiye                                      | 18 juin 2020       |
| Burundi                          | Premier ministre                                                                          | Nestor Ntahontuye                                          | 5 août 2025        |
| Cambodge                         | Roi                                                                                       | Norodom Sihamoni                                           | 29 octobre 2004    |
| Cambodge                         | Premier ministre                                                                          | Hun Manet                                                  | 22 août 2023       |
| Cameroun                         | Président de la République                                                                | Paul Biya                                                  | 6 novembre 1982    |
| Cameroun                         | Premier ministre                                                                          | Joseph Dion Ngute                                          | 4 janvier 2019     |
| Canada                           | Roi                                                                                       | Charles III                                                | 8 septembre 2022   |
| Canada                           | Gouverneure générale                                                                      | Mary Simon                                                 | 26 juillet 2021    |
| Canada                           | Premier ministre                                                                          | Mark Carney                                                | 14 mars 2025       |
| Cap-Vert                         | Président de la République                                                                | José Maria Neves                                           | 9 novembre 2021    |
| Cap-Vert                         | Premier ministre                                                                          | Ulisses Correia e Silva                                    | 22 avril 2016      |
| Centrafrique                     | Président de la République                                                                | Faustin-Archange Touadéra                                  | 30 mars 2016       |
| Centrafrique                     | Premier ministre                                                                          | Félix Moloua                                               | 9 février 2022     |
| Chili                            | Président de la République                                                                | Gabriel Boric                                              | 11 mars 2022       |
| Chine                            | Secrétaire général du Parti communiste chinois                                            | Xi Jinping                                                 | 15 novembre 2012   |
| Chine                            | Président de la République                                                                | Xi Jinping                                                 | 14 mars 2013       |
| Chine                            | Premier ministre du Conseil des affaires de l'État                                        | Li Qiang                                                   | 11 mars 2023       |
| Chypre                           | Président de la République                                                                | Níkos Christodoulídis                                      | 28 février 2023    |
| Colombie                         | Président de la République                                                                | Gustavo Petro                                              | 7 août 2022        |
| Comores                          | Président de la République                                                                | Azali Assoumani                                            | 26 mai 2016        |
| République du Congo              | Président de la République                                                                | Denis Sassou-Nguesso                                       | 25 octobre 1997    |
| République du Congo              | Premier ministre                                                                          | Anatole Collinet Makosso                                   | 18 mai 2021        |
| République démocratique du Congo | Président de la République                                                                | Félix Tshisekedi                                           | 24 janvier 2019    |
| République démocratique du Congo | Premier ministre                                                                          | Judith Suminwa Tuluka                                      | 12 juin 2024       |
| Corée du Nord                    | Dirigeant suprême                                                                         | Kim Jong-un                                                | 29 décembre 2011   |
| Corée du Nord                    | Secrétaire général du Parti du travail de Corée                                           | Kim Jong-un                                                | 11 avril 2012      |
| Corée du Nord                    | Président de la Commission des affaires de l'État (Chef de l'État depuis le 29 août 2019) | Kim Jong-un                                                | 29 juin 2016       |
| Corée du Nord                    | Premier ministre                                                                          | Pak Thae-song                                              | 29 décembre 2024   |
| Corée du Sud                     | Président de la République                                                                | Lee Jae-myung                                              | 4 juin 2025        |
| Corée du Sud                     | Premier ministre                                                                          | Kim Min-seok                                               | 3 juillet 2025     |
| Costa Rica                       | Président de la République                                                                | Rodrigo Chaves Robles                                      | 8 mai 2022         |
| Côte d'Ivoire                    | Président de la République                                                                | Alassane Ouattara                                          | 4 décembre 2010    |
| Côte d'Ivoire                    | Premier ministre                                                                          | Robert Beugré Mambé                                        | 17 octobre 2023    |
| Croatie                          | Président de la République                                                                | Zoran Milanović                                            | 18 février 2020    |
| Croatie                          | Premier ministre                                                                          | Andrej Plenković                                           | 19 octobre 2016    |
| Cuba                             | Premier secrétaire du Parti communiste de Cuba                                            | Miguel Díaz-Canel                                          | 19 avril 2021      |
| Cuba                             | Président de la République                                                                | Miguel Díaz-Canel                                          | 10 octobre 2019    |
| Cuba                             | Premier ministre                                                                          | Manuel Marrero Cruz                                        | 21 décembre 2019   |
| Danemark                         | Roi                                                                                       | Frederik X                                                 | 14 janvier 2024    |
| Danemark                         | Première ministre                                                                         | Mette Frederiksen                                          | 27 juin 2019       |
| Djibouti                         | Président de la République                                                                | Ismaïl Omar Guelleh                                        | 8 mai 1999         |
| Djibouti                         | Premier ministre                                                                          | Abdoulkader Kamil Mohamed                                  | 1er avril 2013     |
| République dominicaine           | Président de la République                                                                | Luis Abinader                                              | 16 août 2020       |
| Dominique                        | Présidente                                                                                | Sylvanie Burton                                            | 2 octobre 2023     |
| Dominique                        | Premier ministre                                                                          | Roosevelt Skerrit                                          | 8 janvier 2004     |
| Égypte                           | Président de la République                                                                | Abdel Fattah al-Sissi                                      | 8 juin 2014        |
| Égypte                           | Premier ministre                                                                          | Moustafa Madbouli                                          | 7 juin 2018        |
| Émirats arabes unis              | Président                                                                                 | Mohammed ben Zayed Al Nahyane                              | 14 mai 2022        |
| Émirats arabes unis              | Premier ministre                                                                          | Mohammed ben Rachid Al Maktoum                             | 5 janvier 2006     |
| Équateur                         | Président de la République                                                                | Daniel Noboa                                               | 23 novembre 2023   |
| Érythrée                         | Président de l'État                                                                       | Isaias Afwerki                                             | 24 mai 1993        |
| Espagne                          | Roi                                                                                       | Felipe VI                                                  | 19 juin 2014       |
| Espagne                          | Président du gouvernement                                                                 | Pedro Sánchez                                              | 2 juin 2018        |
| Estonie                          | Président de la République                                                                | Alar Karis                                                 | 11 octobre 2021    |
| Estonie                          | Premier ministre                                                                          | Kristen Michal                                             | 23 juillet 2024    |
| Eswatini                         | Roi                                                                                       | Mswati III                                                 | 25 avril 1986      |
| Eswatini                         | Premier ministre                                                                          | Russell Dlamini                                            | 6 novembre 2023    |
| États-Unis                       | Président                                                                                 | Donald Trump                                               | 20 janvier 2025    |
| Éthiopie                         | Président de la République                                                                | Taye Atske Sélassié                                        | 7 octobre 2024     |
| Éthiopie                         | Premier ministre                                                                          | Abiy Ahmed                                                 | 2 avril 2018       |
| Fidji                            | Président de la République                                                                | Naiqama Lalabalavu                                         | 12 novembre 2024   |
| Fidji                            | Premier ministre                                                                          | Sitiveni Rabuka                                            | 24 décembre 2022   |
| Finlande                         | Président de la République                                                                | Alexander Stubb                                            | 1er mars 2024      |
| Finlande                         | Premier ministre                                                                          | Petteri Orpo                                               | 20 juin 2023       |
| France                           | Président de la République                                                                | Emmanuel Macron                                            | 14 mai 2017        |
| France                           | Premier ministre                                                                          | François Bayrou                                            | 13 décembre 2024   |
| Gabon                            | Président de la République                                                                | Brice Oligui Nguema                                        | 30 août 2023       |
| Gambie                           | Président de la République                                                                | Adama Barrow                                               | 19 janvier 2017    |
| Géorgie                          | Président                                                                                 | Mikhaïl Kavelachvili                                       | 29 décembre 2024   |
| Géorgie                          | Premier ministre                                                                          | Irakli Kobakhidze                                          | 8 février 2024     |
| Ghana                            | Président de la République                                                                | John Dramani Mahama                                        | 7 janvier 2025     |
| Grèce                            | Président de la République                                                                | Konstantínos Tasoúlas                                      | 13 mars 2025       |
| Grèce                            | Premier ministre                                                                          | Kyriákos Mitsotákis                                        | 26 juin 2023       |
| Grenade                          | Roi                                                                                       | Charles III                                                | 8 septembre 2022   |
| Grenade                          | Gouverneure générale                                                                      | Cécile La Grenade                                          | 7 mai 2013         |
| Grenade                          | Premier ministre                                                                          | Dickon Mitchell                                            | 24 juin 2022       |
| Guatemala                        | Président de la République                                                                | Bernardo Arévalo                                           | 15 janvier 2024    |
| Guinée                           | Président de la transition                                                                | Mamadi Doumbouya                                           | 5 septembre 2021   |
| Guinée                           | Premier ministre                                                                          | Bah Oury                                                   | 27 février 2024    |
| Guinée-Bissau                    | Président de la République                                                                | Umaro Sissoco Embaló,                                      | 27 février 2020    |
| Guinée-Bissau                    | Premier ministre                                                                          | Braima Camará                                              | 7 août 2025        |
| Guinée équatoriale               | Président de la République                                                                | Teodoro Obiang Nguema Mbasogo                              | 3 août 1979        |
| Guinée équatoriale               | Premier ministre                                                                          | Manuel Osa Nsue Nsua                                       | 17 août 2024       |
| Guyana                           | Président de la République                                                                | Irfaan Ali                                                 | 2 août 2020        |
| Guyana                           | Premier ministre                                                                          | Mark Phillips                                              | 2 août 2020        |
| Haïti                            | Président de la République                                                                | Vacant                                                     | 20 juillet 2021    |
| Haïti                            | Premier ministre                                                                          | Alix Didier Fils-Aimé                                      | 10 novembre 2024   |
| Honduras                         | Présidente de la République                                                               | Xiomara Castro                                             | 27 janvier 2022    |
| Hongrie                          | Président de la République                                                                | Tamás Sulyok                                               | 5 mars 2024        |
| Hongrie                          | Premier ministre                                                                          | Viktor Orbán                                               | 29 mai 2010        |
| Inde                             | Présidente                                                                                | Droupadi Murmu                                             | 25 juillet 2022    |
| Inde                             | Premier ministre                                                                          | Narendra Modi                                              | 26 mai 2014        |
| Indonésie                        | Président de la République                                                                | Prabowo Subianto                                           | 20 octobre 2024    |
| Irak                             | Président de la République                                                                | Abdel Latif Rachid                                         | 13 octobre 2022    |
| Irak                             | Premier ministre                                                                          | Mohammed Chia al-Soudani                                   | 27 octobre 2022    |
| Iran                             | Guide de la Révolution                                                                    | Ali Khamenei                                               | 4 juin 1989        |
| Iran                             | Président de la République                                                                | Massoud Pezechkian                                         | 28 juillet 2024    |
| Irlande                          | Président                                                                                 | Michael D. Higgins                                         | 11 novembre 2011   |
| Irlande                          | Taoiseach                                                                                 | Micheál Martin                                             | 23 janvier 2025    |
| Islande                          | Présidente                                                                                | Halla Tómasdóttir                                          | 1er août 2024      |
| Islande                          | Première ministre                                                                         | Kristrún Frostadóttir                                      | 21 décembre 2024   |
| Israël                           | Président de l’État                                                                       | Isaac Herzog                                               | 7 juillet 2021     |
| Israël                           | Premier ministre                                                                          | Benyamin Netanyahou                                        | 29 décembre 2022   |
| Italie                           | Président de la République                                                                | Sergio Mattarella                                          | 3 février 2015     |
| Italie                           | Présidente du Conseil                                                                     | Giorgia Meloni                                             | 22 octobre 2022    |
| Jamaïque                         | Roi                                                                                       | Charles III                                                | 8 septembre 2022   |
| Jamaïque                         | Gouverneur général                                                                        | Patrick Allen                                              | 26 février 2009    |
| Jamaïque                         | Premier ministre                                                                          | Andrew Holness                                             | 3 mars 2016        |
| Japon                            | Empereur                                                                                  | Naruhito                                                   | 1er mai 2019       |
| Japon                            | Premier ministre                                                                          | Shigeru Ishiba                                             | 1er octobre 2024   |
| Jordanie                         | Roi                                                                                       | Abdallah II                                                | 7 février 1999     |
| Jordanie                         | Premier ministre                                                                          | Jafar Hassan                                               | 15 septembre 2024  |
| Kazakhstan                       | Président de la République                                                                | Kassym-Jomart Tokaïev                                      | 20 mars 2019       |
| Kazakhstan                       | Premier ministre                                                                          | Oljas Bektenov                                             | 6 février 2024     |
| Kenya                            | Président de la République                                                                | William Ruto                                               | 13 septembre 2022  |
| Kenya                            | Premier ministre                                                                          | Musalia Mudavadi                                           | 27 octobre 2022    |
| Kirghizistan                     | Président de la République                                                                | Sadyr Japarov                                              | 28 janvier 2021    |
| Kirghizistan                     | Président du Cabinet des ministres                                                        | Adylbek Kasymaliev                                         | 16 décembre 2024   |
| Kiribati                         | Président                                                                                 | Taneti Maamau                                              | 11 mars 2016       |
| Koweït                           | Émir                                                                                      | Mechaal al-Ahmad al-Jaber al-Sabah                         | 16 décembre 2023   |
| Koweït                           | Premier ministre                                                                          | Cheikh Ahmad al-Abdallah al-Sabah                          | 15 mai 2024        |
| Laos                             | Secrétaire général du Parti révolutionnaire populaire lao                                 | Thongloun Sisoulith                                        | 15 janvier 2021    |
| Laos                             | Président de la République                                                                | Thongloun Sisoulith                                        | 22 mars 2021       |
| Laos                             | Président du Conseil des ministres                                                        | Sonexay Siphandone                                         | 30 décembre 2022   |
| Lesotho                          | Roi                                                                                       | Letsie III                                                 | 7 février 1996     |
| Lesotho                          | Premier ministre                                                                          | Sam Matekane                                               | 28 octobre 2022    |
| Lettonie                         | Président de la République                                                                | Edgars Rinkēvičs                                           | 8 juillet 2023     |
| Lettonie                         | Première ministre                                                                         | Evika Siliņa                                               | 15 septembre 2023  |
| Liban                            | Président de la République                                                                | Joseph Aoun                                                | 9 janvier 2025     |
| Liban                            | Président du Conseil des ministres                                                        | Nawaf Salam                                                | 8 février 2025     |
| Liberia                          | Président de la République                                                                | Joseph Boakai                                              | 22 janvier 2024    |
| Libye                            | Président du Conseil présidentiel                                                         | Mohammed el-Menfi                                          | 10 mars 2021       |
| Libye                            | Premier ministre                                                                          | Abdel Hamid Dbeibah                                        | 15 mars 2021       |
| Libye                            | Premier ministre                                                                          | Fathi Bachagha (contesté)                                  | 3 mars 2022        |
| Liechtenstein                    | Prince souverain                                                                          | Hans-Adam II                                               | 13 novembre 1989   |
| Liechtenstein                    | Prince souverain                                                                          | Prince Aloïs (régent)                                      | 15 août 2004       |
| Liechtenstein                    | Chef du gouvernement                                                                      | Brigitte Haas                                              | 10 avril 2025      |
| Lituanie                         | Président de la République                                                                | Gitanas Nausėda                                            | 12 juillet 2019    |
| Lituanie                         | Premier ministre                                                                          | Rimantas Šadžius (intérim)                                 | 4 août 2025        |
| Luxembourg                       | Grand-duc                                                                                 | Henri                                                      | 7 octobre 2000     |
| Luxembourg                       | Grand-duc                                                                                 | Guillaume de Nassau (lieutenant-représentant du grand-duc) | 8 octobre 2024     |
| Luxembourg                       | Premier ministre                                                                          | Luc Frieden                                                | 17 novembre 2023   |
| Macédoine du Nord                | Présidente de la République                                                               | Gordana Siljanovska-Davkova                                | 12 mai 2024        |
| Macédoine du Nord                | Président du gouvernement                                                                 | Hristijan Mickoski                                         | 23 juin 2024       |
| Madagascar                       | Président de la République                                                                | Andry Rajoelina                                            | 16 décembre 2023   |
| Madagascar                       | Premier ministre                                                                          | Christian Ntsay                                            | 6 juin 2018        |
| Malaisie                         | Roi                                                                                       | Ibrahim Ismail                                             | 31 janvier 2024    |
| Malaisie                         | Premier ministre                                                                          | Anwar Ibrahim                                              | 24 novembre 2022   |
| Malawi                           | Président de la République                                                                | Lazarus Chakwera                                           | 28 juin 2020       |
| Maldives                         | Président de la République                                                                | Mohamed Muizzu                                             | 17 novembre 2023   |
| Mali                             | Président de la Transition                                                                | Assimi Goïta                                               | 25 mai 2021        |
| Mali                             | Premier ministre                                                                          | Abdoulaye Maïga                                            | 21 novembre 2024   |
| Malte                            | Présidente de la République                                                               | Myriam Spiteri Debono                                      | 4 avril 2024       |
| Malte                            | Premier ministre                                                                          | Robert Abela                                               | 13 janvier 2020    |
| Maroc                            | Roi                                                                                       | Mohammed VI                                                | 23 juillet 1999    |
| Maroc                            | Chef du gouvernement                                                                      | Aziz Akhannouch                                            | 7 octobre 2021     |
| Îles Marshall                    | Présidente de la République                                                               | Hilda Heine                                                | 3 janvier 2024     |
| Maurice                          | Président de la République                                                                | Dharam Gokhool                                             | 7 décembre 2024    |
| Maurice                          | Premier ministre                                                                          | Navin Ramgoolam                                            | 13 novembre 2024   |
| Mauritanie                       | Président de la République                                                                | Mohamed Ould Ghazouani                                     | 1er août 2019      |
| Mauritanie                       | Premier ministre                                                                          | Moctar Ould Diay                                           | 2 août 2024        |
| Mexique                          | Présidente                                                                                | Claudia Sheinbaum                                          | 1er octobre 2024   |
| États fédérés de Micronésie      | Président                                                                                 | Wesley Simina                                              | 11 mai 2023        |
| Moldavie                         | Présidente de la République                                                               | Maia Sandu                                                 | 24 décembre 2020   |
| Moldavie                         | Premier ministre                                                                          | Dorin Recean                                               | 16 février 2023    |
| Monaco                           | Prince souverain                                                                          | Albert II                                                  | 6 avril 2005       |
| Monaco                           | Ministre d'État                                                                           | Christophe Mirmand                                         | 21 juillet 2025    |
| Mongolie                         | Président de l'État                                                                       | Ukhnaagiin Khürelsükh                                      | 25 juin 2021       |
| Mongolie                         | Premier ministre                                                                          | Gombojavyn Zandanshatar                                    | 13 juin 2025       |
| Monténégro                       | Président                                                                                 | Jakov Milatović                                            | 20 mai 2023        |
| Monténégro                       | Premier ministre                                                                          | Milojko Spajić                                             | 31 octobre 2023    |
| Mozambique                       | Président de la République                                                                | Daniel Chapo                                               | 15 janvier 2025    |
| Mozambique                       | Premier ministre                                                                          | Maria Benvinda Levi                                        | 15 janvier 2025    |
| Namibie                          | Présidente de la République                                                               | Netumbo Nandi-Ndaitwah                                     | 21 mars 2025       |
| Namibie                          | Première ministre                                                                         | Elijah Ngurare                                             | 21 mars 2025       |
| Nauru                            | Président de la République                                                                | David Adeang                                               | 30 octobre 2023    |
| Népal                            | Président de la République                                                                | Ram Chandra Poudel                                         | 13 mars 2023       |
| Népal                            | Premier ministre                                                                          | Khadga Prasad Sharma Oli                                   | 15 juillet 2024    |
| Nicaragua                        | Président de la République                                                                | Daniel Ortega                                              | 10 janvier 2007    |
| Niger                            | Président de la Transition                                                                | Abdourahamane Tiani                                        | 28 juillet 2023    |
| Niger                            | Premier ministre                                                                          | Ali Lamine Zeine                                           | 7 août 2023        |
| Nigeria                          | Président de la République                                                                | Bola Tinubu                                                | 29 mai 2023        |
| Norvège                          | Roi                                                                                       | Harald V                                                   | 17 janvier 1991    |
| Norvège                          | Premier ministre                                                                          | Jonas Gahr Støre                                           | 14 octobre 2021    |
| Nouvelle-Zélande                 | Roi                                                                                       | Charles III                                                | 8 septembre 2022   |
| Nouvelle-Zélande                 | Gouverneure générale                                                                      | Dame Cindy Kiro                                            | 21 octobre 2021    |
| Nouvelle-Zélande                 | Premier ministre                                                                          | Christopher Luxon                                          | 27 novembre 2023   |
| Oman                             | Sultan                                                                                    | Haïtham ben Tariq                                          | 11 janvier 2020    |
| Ouganda                          | Président de la République                                                                | Yoweri Museveni                                            | 29 janvier 1986    |
| Ouganda                          | Premier ministre                                                                          | Robinah Nabbanja                                           | 21 juin 2021       |
| Ouzbékistan                      | Président de la République                                                                | Chavkat Mirzioïev                                          | 8 septembre 2016   |
| Ouzbékistan                      | Premier ministre                                                                          | Abdulla Oripov                                             | 14 décembre 2016   |
| Pakistan                         | Président de la République                                                                | Asif Ali Zardari                                           | 10 mars 2024       |
| Pakistan                         | Premier ministre                                                                          | Shehbaz Sharif                                             | 4 mars 2024        |
| Palaos                           | Président                                                                                 | Surangel Whipps Jr.                                        | 21 janvier 2021    |
| Palestine                        | Président                                                                                 | Mahmoud Abbas                                              | 15 janvier 2005    |
| Palestine                        | Premier ministre                                                                          | Mohammad Mustafa                                           | 14 mars 2024       |
| Panama                           | Président de la République                                                                | José Raúl Mulino                                           | 1er juillet 2024   |
| Papouasie-Nouvelle-Guinée        | Roi                                                                                       | Charles III                                                | 8 septembre 2022   |
| Papouasie-Nouvelle-Guinée        | Gouverneur général                                                                        | Bob Dadae                                                  | 28 février 2017    |
| Papouasie-Nouvelle-Guinée        | Premier ministre                                                                          | James Marape                                               | 30 mai 2019        |
| Paraguay                         | Président de la République                                                                | Santiago Peña                                              | 15 août 2023       |
| Pays-Bas                         | Roi                                                                                       | Willem-Alexander                                           | 30 avril 2013      |
| Pays-Bas                         | Premier ministre                                                                          | Dick Schoof                                                | 2 juillet 2024     |
| Pérou                            | Présidente de la République                                                               | Dina Boluarte                                              | 7 décembre 2022    |
| Pérou                            | Président du Conseil des ministres                                                        | Eduardo Arana                                              | 14 mai 2025        |
| Philippines                      | Président                                                                                 | Ferdinand Marcos Jr.                                       | 30 juin 2022       |
| Pologne                          | Président de la République                                                                | Karol Nawrocki                                             | 6 août 2025        |
| Pologne                          | Président du Conseil des ministres                                                        | Donald Tusk                                                | 13 décembre 2023   |
| Portugal                         | Président de la République                                                                | Marcelo Rebelo de Sousa                                    | 9 mars 2016        |
| Portugal                         | Premier ministre                                                                          | Luís Montenegro                                            | 2 avril 2024       |
| Qatar                            | Émir                                                                                      | Tamim ben Hamad Al Thani                                   | 25 juin 2013       |
| Qatar                            | Premier ministre                                                                          | Mohammed ben Abderrahmane Al-Thani                         | 7 mars 2023        |
| Roumanie                         | Président                                                                                 | Nicușor Dan                                                | 26 mai 2025        |
| Roumanie                         | Premier ministre                                                                          | Ilie Bolojan                                               | 23 juin 2025       |
| Royaume-Uni                      | Roi                                                                                       | Charles III                                                | 8 septembre 2022   |
| Royaume-Uni                      | Premier ministre                                                                          | Keir Starmer                                               | 5 juillet 2024     |
| Russie                           | Président de la fédération                                                                | Vladimir Poutine                                           | 7 mai 2012         |
| Russie                           | Président du gouvernement                                                                 | Mikhaïl Michoustine                                        | 16 janvier 2020    |
| Rwanda                           | Président de la République                                                                | Paul Kagame                                                | 24 mars 2000       |
| Rwanda                           | Premier ministre                                                                          | Justin Nsengiyumva                                         | 25 juillet 2025    |
| Saint-Christophe-et-Niévès       | Roi                                                                                       | Charles III                                                | 8 septembre 2022   |
| Saint-Christophe-et-Niévès       | Gouverneure générale                                                                      | Marcella Liburd                                            | 1er février 2023   |
| Saint-Christophe-et-Niévès       | Premier ministre                                                                          | Terrance Drew                                              | 6 août 2022        |
| Saint-Marin                      | Capitaines-régents                                                                        | Denise Bronzetti                                           | 1er avril 2025     |
| Saint-Marin                      | Capitaines-régents                                                                        | Italo Righi                                                | 1er avril 2025     |
| Saint-Vincent-et-les-Grenadines  | Roi                                                                                       | Charles III                                                | 8 septembre 2022   |
| Saint-Vincent-et-les-Grenadines  | Gouverneure générale                                                                      | Susan Dougan                                               | 1er août 2019      |
| Saint-Vincent-et-les-Grenadines  | Premier ministre                                                                          | Ralph Gonsalves                                            | 29 mars 2001       |
| Sainte-Lucie                     | Roi                                                                                       | Charles III                                                | 8 septembre 2022   |
| Sainte-Lucie                     | Gouverneur général                                                                        | Errol Charles                                              | 11 novembre 2021   |
| Sainte-Lucie                     | Premier ministre                                                                          | Philip Pierre                                              | 28 juillet 2021    |
| Îles Salomon                     | Roi                                                                                       | Charles III                                                | 8 septembre 2022   |
| Îles Salomon                     | Gouverneur général                                                                        | David Tiva Kapu                                            | 7 juillet 2024     |
| Îles Salomon                     | Premier ministre                                                                          | Jeremiah Manele                                            | 2 mai 2024         |
| Salvador                         | Présidente de la République                                                               | Nayib Bukele                                               | 1er juin 2019      |
| Samoa                            | Chef de l'État                                                                            | Va'aletoa Sualauvi II                                      | 20 juin 2017       |
| Samoa                            | Première ministre                                                                         | Naomi Mata'afa                                             | 27 juillet 2021    |
| Sao Tomé-et-Principe             | Président de la République                                                                | Carlos Vila Nova                                           | 2 octobre 2021     |
| Sao Tomé-et-Principe             | Premier ministre                                                                          | Américo Ramos                                              | 12 janvier 2025    |
| Sénégal                          | Président de la République                                                                | Bassirou Diomaye Faye                                      | 2 avril 2024       |
| Sénégal                          | Premier ministre                                                                          | Ousmane Sonko                                              | 3 avril 2024       |
| Serbie                           | Président de la République                                                                | Aleksandar Vučić                                           | 31 mai 2017        |
| Serbie                           | Président du gouvernement                                                                 | Đuro Macut                                                 | 16 avril 2025      |
| Seychelles                       | Président de la République                                                                | Wavel Ramkalawan                                           | 26 octobre 2020    |
| Sierra Leone                     | Président de la République                                                                | Julius Maada Bio                                           | 4 avril 2018       |
| Sierra Leone                     | Ministre en chef                                                                          | David Moinina Sengeh                                       | 10 juillet 2023    |
| Singapour                        | Président de la République                                                                | Tharman Shanmugaratnam                                     | 14 septembre 2023  |
| Singapour                        | Premier ministre                                                                          | Lawrence Wong                                              | 15 mai 2024        |
| Slovaquie                        | Président de la République                                                                | Peter Pellegrini                                           | 15 juin 2024       |
| Slovaquie                        | Président du gouvernement                                                                 | Robert Fico                                                | 25 octobre 2023    |
| Slovénie                         | Présidente de la République                                                               | Nataša Pirc Musar                                          | 23 décembre 2022   |
| Slovénie                         | Président du gouvernement                                                                 | Robert Golob                                               | 1er juin 2022      |
| Somalie                          | Président de la République                                                                | Hassan Sheikh Mohamoud                                     | 23 mai 2022        |
| Somalie                          | Premier ministre                                                                          | Hamza Abdi Barre                                           | 26 juin 2022       |
| Soudan                           | Président du Conseil de souveraineté de transition                                        | Abdel Fattah al-Burhan                                     | 11 novembre 2021   |
| Soudan                           | Premier ministre                                                                          | Kamel al-Tayeb Idris Abdelhafiz                            | 19 avril 2025      |
| Soudan du Sud                    | Président de la République                                                                | Salva Kiir                                                 | 9 juillet 2011     |
| Sri Lanka                        | Président de la République                                                                | Anura Kumara Dissanayaka                                   | 23 septembre 2024  |
| Sri Lanka                        | Premier ministre                                                                          | Harini Amarasuriya                                         | 24 septembre 2024  |
| Suède                            | Roi                                                                                       | Charles XVI Gustave                                        | 19 septembre 1973  |
| Suède                            | Premier ministre                                                                          | Ulf Kristersson                                            | 18 octobre 2022    |
| Suisse                           | Présidente de la Confédération                                                            | Karin Keller-Sutter                                        | 1er janvier 2025   |
| Suriname                         | Présidente de la République                                                               | Jennifer Geerlings-Simons                                  | 16 juillet 2025    |
| Syrie                            | Président de la République                                                                | Ahmed al-Charaa                                            | 29 janvier 2025    |
| Tadjikistan                      | Président de la République                                                                | Emomali Rahmon                                             | 19 novembre 1992   |
| Tadjikistan                      | Premier ministre                                                                          | Kokhir Rasulzoda                                           | 23 novembre 2013   |
| Tanzanie                         | Présidente de la République                                                               | Samia Suluhu                                               | 17 mars 2021       |
| Tanzanie                         | Premier ministre                                                                          | Kassim Majaliwa                                            | 20 novembre 2015   |
| Tchad                            | Président de la République                                                                | Mahamat Idriss Déby                                        | 20 avril 2021      |
| Tchad                            | Premier ministre                                                                          | Allamaye Halina                                            | 23 mai 2024        |
| Tchéquie                         | Président de la République                                                                | Petr Pavel                                                 | 9 mars 2023        |
| Tchéquie                         | Président du gouvernement                                                                 | Petr Fiala                                                 | 17 décembre 2021   |
| Thaïlande                        | Roi                                                                                       | Rama X                                                     | 1er décembre 2016  |
| Thaïlande                        | Première ministre                                                                         | Paethongtarn Shinawatra                                    | 18 août 2024       |
| Timor-Oriental                   | Président de la République                                                                | José Ramos-Horta                                           | 20 mai 2022        |
| Timor-Oriental                   | Premier ministre                                                                          | Xanana Gusmão                                              | 1er juillet 2023   |
| Togo                             | Président de la République                                                                | Jean-Lucien Savi de Tové                                   | 3 mai 2025         |
| Togo                             | Président du Conseil du Togo                                                              | Faure Gnassingbé                                           | 3 mai 2025         |
| Tonga                            | Roi                                                                                       | Tupou VI                                                   | 18 mars 2012       |
| Tonga                            | Premier ministre                                                                          | ‘Aisake Eke                                                | 22 janvier 2025    |
| Trinité-et-Tobago                | Présidente de la République                                                               | Christine Kangaloo                                         | 20 mars 2023       |
| Trinité-et-Tobago                | Premier ministre                                                                          | Kamla Persad-Bissessar                                     | 1er mai 2025       |
| Tunisie                          | Président de la République                                                                | Kaïs Saïed                                                 | 23 octobre 2019    |
| Tunisie                          | Chef du gouvernement                                                                      | Sarra Zaafrani                                             | 21 mars 2025       |
| Turkménistan                     | Président de la République                                                                | Serdar Berdimuhamedow                                      | 19 mars 2022       |
| Turquie                          | Président de la République                                                                | Recep Tayyip Erdoğan                                       | 28 août 2014       |
| Tuvalu                           | Roi                                                                                       | Charles III                                                | 8 septembre 2022   |
| Tuvalu                           | Gouverneur général                                                                        | Tofiga Vaevalu Falani                                      | 28 septembre 2021  |
| Tuvalu                           | Premier ministre                                                                          | Feleti Teo                                                 | 27 février 2024    |
| Ukraine                          | Président                                                                                 | Volodymyr Zelensky                                         | 20 mai 2019        |
| Ukraine                          | Première ministre                                                                         | Ioulia Svyrydenko                                          | 17 juillet 2025    |
| Uruguay                          | Président de la République                                                                | Yamandú Orsi                                               | 1er mars 2025      |
| Vanuatu                          | Président de la République                                                                | Nikenike Vurobaravu                                        | 23 juillet 2022    |
| Vanuatu                          | Premier ministre                                                                          | Jotham Napat                                               | 11 février 2025    |
| Vatican (Saint-Siège)            | Pape                                                                                      | Léon XIV                                                   | 8 mai 2025         |
| Vatican (Saint-Siège)            | Cardinal secrétaire d'État                                                                | Pietro Parolin                                             | 15 octobre 2013    |
| Venezuela                        | Président de la République                                                                | Nicolás Maduro                                             | 5 mars 2013        |
| Viêt Nam                         | Secrétaire général du Parti communiste vietnamien                                         | Tô Lâm                                                     | 18 juillet 2024    |
| Viêt Nam                         | Président de la République                                                                | Lương Cường                                                | 21 octobre 2024    |
| Viêt Nam                         | Premier ministre                                                                          | Phạm Minh Chính                                            | 5 avril 2021       |
| Yémen                            | Président de la République                                                                | Rachad al-Alimi                                            | 7 avril 2022       |
| Yémen                            | Premier ministre                                                                          | Salem Saleh ben Braik                                      | 3 mai 2025         |
| Zambie                           | Président de la République                                                                | Hakainde Hichilema                                         | 24 août 2021       |
| Zimbabwe                         | Président de la République                                                                | Emmerson Mnangagwa                                         | 24 novembre 2017   |

## États non reconnus par l'ONU
Cette rubrique dresse la liste de pays de facto indépendants mais non reconnus par l'ONU et, généralement, non reconnus par la majeure partie de la communauté internationale.
| Pays                                                        | Statut                             | Nom                          | Depuis (le)      |
| ----------------------------------------------------------- | ---------------------------------- | ---------------------------- | ---------------- |
| Abkhazie                                                    | Président                          | Badra Gounba                 | 19 novembre 2024 |
| Abkhazie                                                    | Premier ministre                   | Vladimir Delba               | 3 avril 2025     |
| Chypre du Nord                                              | Président                          | Ersin Tatar                  | 23 octobre 2020  |
| Chypre du Nord                                              | Premier ministre                   | Ünal Üstel                   | 12 mai 2022      |
| Kosovo                                                      | Administrateur de l’ONU (en)       | Caroline Ziadeh (Liban)      | 19 janvier 2022  |
| Kosovo                                                      | Présidente de la République        | Vjosa Osmani                 | 4 avril 2021     |
| Kosovo                                                      | Premier ministre                   | Albin Kurti                  | 22 mars 2021     |
| Ossétie du Sud-Alanie                                       | Président                          | Alan Gagloïev                | 24 mai 2022      |
| Ossétie du Sud-Alanie                                       | Premier ministre                   | Konstantin Djoussoïev        | 20 juin 2022     |
| Sahara occidental (République arabe sahraouie démocratique) | Président                          | Brahim Ghali                 | 12 juillet 2016  |
| Sahara occidental (République arabe sahraouie démocratique) | Premier ministre                   | Bouchraya Hammoudi Bayoun    | 13 janvier 2020  |
| Somaliland                                                  | Président                          | Abdirahman Mohamed Abdullahi | 12 décembre 2024 |
| Somaliland                                                  | Vice-président                     | Mohamed Aw-Ali Abdi          | 12 décembre 2024 |
| Taïwan                                                      | Président de la République         | Lai Ching-te                 | 20 mai 2024      |
| Taïwan                                                      | Président du gouvernement exécutif | Cho Jung-tai                 | 20 mai 2024      |
| Transnistrie                                                | Président                          | Vadim Krasnosselski          | 16 décembre 2016 |
| Transnistrie                                                | Premier ministre                   | Aleksandr Rozenberg          | 30 mai 2022      |

## Gouvernements en exil ou alternatifs
| Pays                               | Statut                                   | Nom              | Depuis (le)       |
| ---------------------------------- | ---------------------------------------- | ---------------- | ----------------- |
| Abkhazie                           | Président du Conseil suprême             | Jemal Gamakharia | 8 avril 2019      |
| Abkhazie                           | Président du gouvernement                | Ruslan Abachidze | 1er mai 2019      |
| Biélorussie                        | Présidente de la Rada                    | Ivonka Survilla  | 30 août 1997      |
| Kabylie                            | Président du MAK                         | Ferhat Mehenni   | 17 novembre 2016  |
| Moluques du Sud                    | Président                                | John Wattilete   | 17 avril 2010     |
| Entité provisoire d'Ossétie du Sud | Président de l’administration provisoire | Dmitri Sanakoïev | 1er décembre 2006 |
| Tibet                              | Dalaï-lama                               | Tenzin Gyatso    | 22 février 1940   |
| Tibet                              | Sikyong                                  | Penpa Tsering    | 27 mai 2021       |